# Tratalias
Tratalias – miejscowość i gmina we Włoszech, w regionie Sardynia, w prowincji Sud Sardynia.
Według danych na rok 2004 gminę zamieszkiwały 1122 osoby, 37,4 os./km². Graniczy z Carbonia, Giba, Perdaxius, Piscinas, San Giovanni Suergiu i Villaperuccio.